# Zygophyllum jaxarticum
Zygophyllum jaxarticum är en pockenholtsväxtart som beskrevs av Mikhail Grigoríevič Popov. Zygophyllum jaxarticum ingår i släktet Zygophyllum och familjen pockenholtsväxter. Inga underarter finns listade i Catalogue of Life.